# Enerjet
Enerjet — канадская чартерная авиакомпания со штаб-квартирой в городе Калгари, провинция Альберта, работающая на чартерных туристских маршрутах из аэропортов Калгари, Ванкувера и Эдмонтона.

## История
Авиакомпания Enerjet была основана в 2006 году под именем NewAir and Tours небольшой группой бизнесменов провинции Альберта, поставившими целью заполнить рынок туристических чартерных авиаперевозок в Средней Канаде, который по мнению предпринимателей выпадает из поля зрения других канадских авиакомпаний таких, как WestJet и Air Canada. В числе девяти бизнесменов — основателей NewAir and Tours был бывший старший вице-президент WestJet Airlines Тим Морган. 20 октября 2008 года NewAir сменила своё название на действующее в настоящее время Enerjet, а также поменяла логотип перевозчика и дизайн ливреи своих самолётов.
28 ноября 2008 года Enerjet получила сертификат эксплуатанта Министерства транспорта Канады.

## Пункты назначения полётов

### Канада
- Британская Колумбия
  - Абботсфорд — Международный аэропорт Абботсфорд
  - Ванкувер — Международный аэропорт Ванкувер
- Альберта
  - Калгари — Международный аэропорт Калгари хаб
  - Эдмонтон — Международный аэропорт Эдмонтон

### Куба
- Варадеро — Аэропорт Хуана Гуальберто Гомеса

### Доминиканская Республика
- Пунта Кана — Международный аэропорт Пунта Кана

### Мексика
- Канкун — Международный аэропорт Канкун
- Пуэрто-Вальярта — Международный аэропорт имени Густаво Диас Ордаса

## Флот
Воздушный флот авиакомпании Enerjet состоит из двух самолётов Boeing 737—700, поставленных в компанию 20 октября 2008 года:
| Тип самолёта   | Всего | Пассажиров | Маршруты                      | Примечания             |
| -------------- | ----- | ---------- | ----------------------------- | ---------------------- |
| Boeing 737-700 | 2     | 137        | Средне- и ближнемагистральные | оборудованы винглетами |
| Всего          | 2     |            |                               |                        |